# フラリド・ラガーロンド
フラリド・バルタ・ラガーロンド（Flarid Berta Lagerlund、1910年2月8日 - 2022年4月9日）は、スウェーデンのスーパーセンテナリアン。2019年7月24日にカール・マットソンが亡くなってから自身が死去するまでスウェーデン最高齢の人物であった。
1910年、19世紀の終わりごろにアメリカ合衆国に移住してその後スウェーデンに戻った配管工のアクセル・ティオドール・カールソン（1863–1919）とフレドリカ・ヨハネスドッティル（1860–1943）の娘として生まれる。7年学校へ行った後さまざまな職に就き、1937年にカール・アルバー・ラガーロンドと結婚した。アルバーとはスウェーデン全土をサイクリングしたり、ドイツにドライブ旅行したこともあったという。25年ストックホルムの港で働いていた。
2022年4月9日に死去。112歳60日没。スウェーデン最高齢はフィンランド生まれのグンボルグ・ハンコック、スウェーデン生まれ最高齢はそれより9日遅く生まれたアグネス・ボストロムになった。